# Marmaduke (Comicstrip)
Marmaduke ist eine US-amerikanische Comicfigur und zugleich der Titel eines seit 1954 erscheinenden Comicstrips. Die Serie wurde von Brad Anderson (1924–2015) geschaffen und erzählt humorvolle Geschichten über eine riesige Deutsche Dogge namens Marmaduke und ihre Besitzer.

## Geschichte
Der Comicstrip Marmaduke wurde erstmals 1954 veröffentlicht. Anderson wählte eine Deutsche Dogge als Hauptfigur, inspiriert von der Idee eines großen Hundes, der sich seiner Größe nicht bewusst ist. Anfangs wurde der Comic in nur acht Zeitungen veröffentlicht, erreichte jedoch später mehr als 600 Publikationen weltweit, darunter in den USA, Deutschland, Schweden und England. In Deutschland wurde die Figur unter dem Namen „Archibald“ bekannt.

## Veröffentlichungen
Marmaduke wurde in mehr als zwei Dutzend Sammelbänden veröffentlicht und war auf dem Höhepunkt seiner Popularität in über 600 Tageszeitungen weltweit zu sehen, darunter in den USA, Deutschland, Schweden und England. In Deutschland wurde die Figur unter dem Namen „Archibald“ bekannt.
Der Comic wurde mehrfach adaptiert:
- Zeichentrickserie: Marmaduke trat in den 1980er Jahren in der Serie Heathcliff and Marmaduke auf.[5][6]
- Spielfilm (2010): Ein Live-Action-Film mit computeranimierter Darstellung von Marmaduke.[7]
- Netflix-Film (2022): Eine animierte Neuverfilmung.[8][9]

Zusätzlich wurde 2016 in Brocton, New York, eine Statue zu Ehren von Brad Anderson und seiner Schöpfung Marmaduke enthüllt. Die Bronzeskulptur, die Anderson zusammen mit der Deutschen Dogge zeigt, befindet sich vor dem Rathaus der Town of Portland.